# Benthamia
Benthamia là một chi thuộc họ Orchidaceae.

## Danh sách các loài
1. Benthamia bathieana Schltr., Repert. Spec. Nov. Regni Veg. Beih. 33: 25 (1924).
2. Benthamia calceolata H.Perrier, Bull. Soc. Bot. France 81: 32 (1934).
3. Benthamia catatiana H.Perrier, Bull. Soc. Bot. France 81: 29 (1934).
4. Benthamia chlorantha (Spreng.) Garay & G.A.Romero, Harvard Pap. Bot. 3: 53 (1998).
5. Benthamia cinnabarina (Rolfe) H.Perrier, Bull. Soc. Bot. France 81: 38 (1934).
6. Benthamia cuspidata H.Perrier, Bull. Soc. Bot. France 81: 29 (1934).
7. Benthamia dauphinensis (Rolfe) Schltr., Repert. Spec. Nov. Regni Veg. Beih. 33: 25 (1924).
8. Benthamia elata Schltr., Repert. Spec. Nov. Regni Veg. 15: 324 (1918).
9. Benthamia exilis Schltr., Repert. Spec. Nov. Regni Veg. Beih. 33: 26 (1924).
10. Benthamia glaberrima (Ridl.) H.Perrier, Bull. Soc. Bot. France 81: 28 (1934).
11. Benthamia herminioides Schltr., Repert. Spec. Nov. Regni Veg. Beih. 33: 27 (1924).
12. Benthamia humbertii H.Perrier, Bull. Soc. Bot. France 81: 35 (1934).
13. Benthamia longicalceata H.Perrier, Notul. Syst. (Paris) 14: 139 (1951).
14. Benthamia macra Schltr., Repert. Spec. Nov. Regni Veg. Beih. 33: 28 (1924).
15. Benthamia madagascariensis (Rolfe) Schltr., Beih. Bot. Centralbl. 34(2): 300 (1916).
16. Benthamia majoriflora H.Perrier, Notul. Syst. (Paris) 14: 140 (1951).
17. Benthamia melanopoda Schltr., Repert. Spec. Nov. Regni Veg. Beih. 33: 29 (1924).
18. Benthamia misera (Ridl.) Schltr., Repert. Spec. Nov. Regni Veg. Beih. 33: 24 (1924).
19. Benthamia monophylla Schltr., Repert. Spec. Nov. Regni Veg. Beih. 33: 30 (1924).
20. Benthamia nigrescens Schltr., Beih. Bot. Centralbl. 34(2): 301 (1916).
21. Benthamia nigrovaginata H.Perrier, Bull. Soc. Bot. France 81: 32 (1934).
22. Benthamia nivea Schltr., Repert. Spec. Nov. Regni Veg. Beih. 33: 31 (1924).
23. Benthamia perfecunda H.Perrier, Notul. Syst. (Paris) 14: 140 (1951).
24. Benthamia perularioides Schltr., Repert. Spec. Nov. Regni Veg. Beih. 33: 32 (1924).
25. Benthamia praecox Schltr., Beih. Bot. Centralbl. 34(1): 303 (1916).
26. Benthamia procera Schltr., Beih. Bot. Centralbl. 34(1): 301 (1916).
27. Benthamia rostrata Schltr., Repert. Spec. Nov. Regni Veg. Beih. 33: 33 (1924).
28. Benthamia spiralis (Thouars) A.Rich., Mém. Soc. Hist. Nat. Paris 4: 39 (1828).
29. Benthamia verecunda Schltr., Repert. Spec. Nov. Regni Veg. Beih. 33: 34 (1924).